# Ван Юнпо
Ван Юнпо́ (кит. упр. 王永珀, пиньинь Wáng Yǒngpò; 19 января 1987, Циндао, Шаньдун) — китайский футболист, полузащитник клуба «Тяньцзинь Цюаньцзянь» и сборной Китая по футболу. Болельщики клуба дали ему прозвище «Толстячок» (Xiao Pang).

## Карьера

### Клубная карьера
Начинал карьеру в 1998 году в молодёжном составе «Шаньдун Лунэн», профессиональный контракт игрок заключил с «Шаньдуном» в 2004 году и дебютировал 4 декабря 2004 года в матче против «Тяньцзинь Тэда», который окончился ничьей 1-1, а игрок вышел на замену. В следующем сезоне Ван Юнпо прогрессировал и принял участие в нескольких матчах сезона 2005 года, однако не стал основным игроком «Шаньдуна». С уходом его партнёра по команде Чжэн Чжи в английский «Чарльтон Атлетик» в 2007 году Ван стал получать больше игрового времени. В 2008 году стал игроком основы, выступая на позиции атакующего полузащитника — в 16 матчах сезона 2008 года Ван Юнпо забил 7 мячей, при этом пропустив большую часть сезона из-за травмы.

### Международная карьера
Выступал за юношескую и молодёжную команду Китая. Ван Юнпо дебютировал за первую сборную Китая в товарищеском матче 1 июня 2009 года против сборной Ирана. Команда Китая одержала победу со счётом 1-0, а игрок вышел на замену вместо Юй Хайчао. Дебютный гол забил 6 июня 2013 года в матче против команды Узбекистана.

### Голы за сборную
В результатах голы Китая показаны первыми.
| №  | Дата         | Место                                    | Соперник   | Счёт | Результат | Соревнование                             |
| -- | ------------ | ---------------------------------------- | ---------- | ---- | --------- | ---------------------------------------- |
| 1. | 6 июня 2013  | Стадион города Хух-Хото, Хух-Хото, Китай | Узбекистан | 1-0  | 1-2       | Товарищеский матч                        |
| 2. | 15 июня 2013 | Олимпийский центр Хэфэй, Хэфэй, Китай    | Таиланд    | 1-2  | 1-5       | Товарищеский матч                        |
| 3. | 21 июля 2013 | Стадион Кубка мира, Сеул, Южная Корея    | Япония     | 1-0  | 3-3       | Чемпионат Восточной Азии по футболу 2013 |
| 4. | 21 июля 2013 | Стадион Кубка мира, Сеул, Южная Корея    | Япония     | 2-3  | 3-3       | Чемпионат Восточной Азии по футболу 2013 |

## Достижения

### Клубные
«Шаньдун Лунэн» :
- Чемпион Китая : 2006, 2008, 2010
- Обладатель Кубка Китая : 2004, 2006
- Обладатель Суперкубка Китая : 2004

### Индивидуальные
- Обладатель «Золотой бутсы» Китайской футбольной ассоциации : 2012
- Сборная Суперлиги Китая : 2012, 2013